# Sierplant

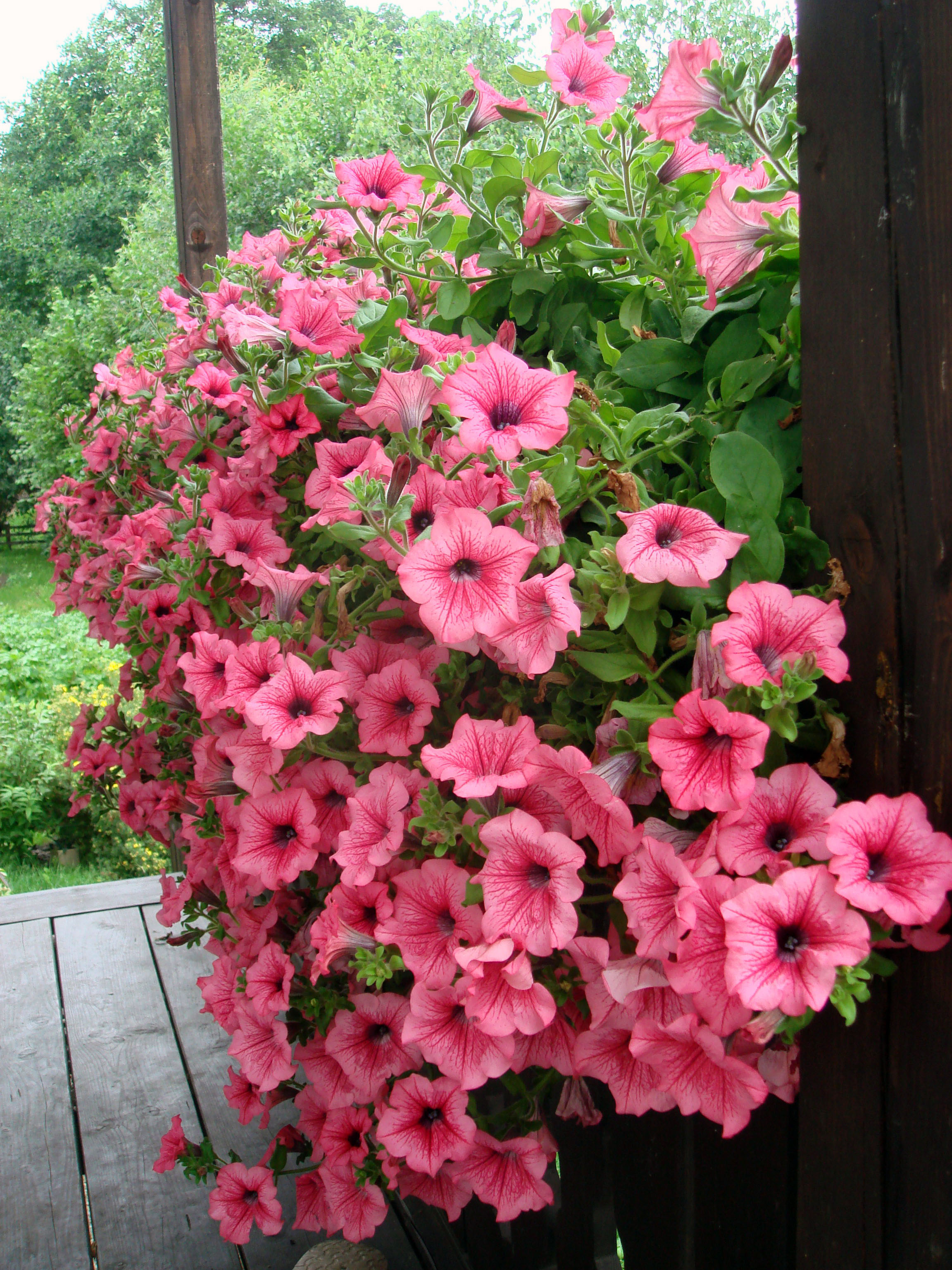
Een petunia

Een sierplant is een plant die wordt geteeld om zijn sierwaarde. De plant heeft enkel een decoratieve waarde, in tegenstelling tot planten en gewassen die bijvoorbeeld worden geteeld voor consumptie.
Onder sierplanten vallen vooral kamerplanten en tuinplanten. Sierplanten kunnen op verschillende manieren sierwaarde hebben, bijvoorbeeld door de kleuren, vormen en geur van hun bloemen en vruchten. Ook bijzondere structuren kunnen een plant de status van sierplant geven, zoals de nogal opvallende doorns van de Rosa sericea. 
Sierplanten moeten soms op een speciale manier worden gekweekt om als sierplant door te kunnen gaan. Een voorbeeld hiervan zijn bonsai, die regelmatig gesnoeid moeten worden om ze klein te houden. Zodra dit onderhoud wordt verzaakt, kan de plant uitgroeien tot een plant die niet langer als sierplant gezien wordt.
Er zijn planten die tegelijk de functie van sierplant als landbouwgewas kunnen hebben, zoals lavendel.